# Sentein
Sentein (en occitan Santenh), est une commune française située dans le département de l'Ariège, en région Occitanie. Sur le plan historique et culturel, la commune fait partie du Couserans, pays aux racines gasconnes structuré par le cours du Salat.
Exposée à un climat de montagne, elle est drainée par le Lez, l'Isard et par divers autres petits cours d'eau. Incluse dans le parc naturel régional des Pyrénées ariégeoises, la commune possède un patrimoine naturel remarquable : un site Natura 2000 (le site « vallée de l'Isard, mail de Bulard, pics de Maubermé, de Serre-Haute et du Crabère ») et trois zones naturelles d'intérêt écologique, faunistique et floristique.
Sentein est une commune rurale qui compte 170 habitants en 2022, après avoir connu un pic de population de 1 512 habitants en 1806. Ses habitants sont appelés les Sentenois ou Sentenoises.
Elle fait partie de la communauté de communes Couserans - Pyrénées et du parc naturel régional des Pyrénées ariégeoises.
Le patrimoine architectural de la commune comprend un immeuble protégé au titre des monuments historiques : l'église Notre-Dame, classée en 1906.

## Géographie

### Localisation
La commune de Sentein se trouve dans le département de l'Ariège, en région Occitanie et est frontalière avec l'Espagne (Catalogne).
Elle se situe à 54 km à vol d'oiseau de Foix, préfecture du département, et à 20 km de Saint-Girons, sous-préfecture.
Les communes les plus proches sont :
Antras (1,2 km), Bonac-Irazein (1,6 km), Balacet (2,4 km), Uchentein (4,1 km), Salsein (5,8 km), Les Bordes-sur-Lez (6,6 km), Orgibet (6,7 km), Sor (6,8 km).
Sur le plan historique et culturel, Sentein fait partie du Couserans, pays aux racines gasconnes structuré par le cours du Salat (affluent de la Garonne), que rien ne prédisposait à rejoindre les anciennes dépendances du comté de Foix.

### Communes limitrophes
Sentein est limitrophe de cinq autres communes dont une dans le département de la Haute-Garonne et deux en Espagne.
Les communes limitrophes sont Antras, Bonac-Irazein, Melles, Canejan et Naut Aran.
|                        | Antras              |               |
| Melles (Haute-Garonne) | Sentein,            | Bonac-Irazein |
| Canejan (Espagne)      | Naut Aran (Espagne) |               |

### Géologie et relief
La commune est située dans les Pyrénées, une chaîne montagneuse jeune, érigée durant l'ère tertiaire (il y a 40 millions d'années environ), en même temps que les Alpes. Les terrains affleurants sur le territoire communal sont constitués de roches sédimentaires datant pour certaines du Paléozoïque, une ère géologique qui s'étend de −541 à −252,2 Ma (millions d'années), et pour d'autres du Protérozoïque, le dernier éon du Précambrien sur l’échelle des temps géologiques. La structure détaillée des couches affleurantes est décrite dans les feuilles « no 1073 - Aspect » et « no 1085 - Pic-de-Maubermé » de la carte géologique harmonisée au 1/50 000ème du département de l'Ariège, et leurs notices associées.
La superficie cadastrale de la commune publiée par l’Insee, qui sert de références dans toutes les statistiques, est de 59,18 km2,. La superficie géographique, issue de la BD Topo, composante du Référentiel à grande échelle produit par l'IGN, est quant à elle de 58,66 km2. Son relief est particulièrement escarpé puisque la dénivelée maximale atteint 2 165 mètres. L'altitude du territoire varie entre 715 m et 2 880 m.
La superficie de la commune est de 5 918 hectares ; son altitude varie de 715  à   2 880 mètres au pic de Maubermé.

### Hydrographie

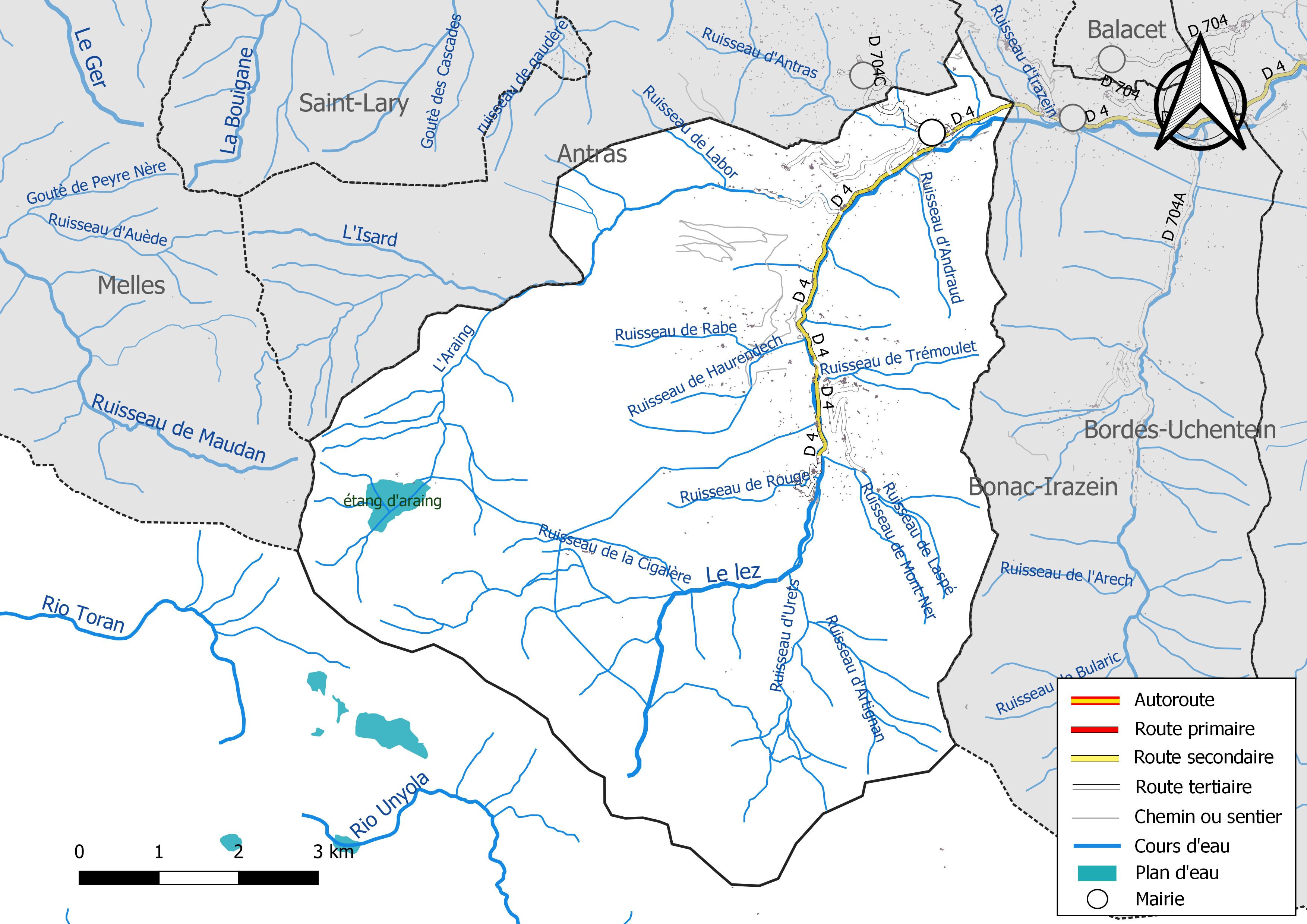
Réseaux hydrographique et routier de Sentein.

La commune est dans le bassin versant de la Garonne, au sein du bassin hydrographique Adour-Garonne. Elle est drainée par le Lez, L'Isard, un bras du Lez, un bras du Lez, un bras du Ruisseau de Cuchein, Goutè de la Crevasse, L'Araing, le ruisseau d'Andraud, le ruisseau d'Antras, le ruisseau d'Artignan, le ruisseau de Coume Longue, le ruisseau de Cuchein, le ruisseau de Fillole, le ruisseau de Haurendech, constituant un réseau hydrographique de 103 km de longueur totale,.
Le Lez, d'une longueur totale de 35,8 km, prend sa source dans la commune de Sentein et s'écoule du sud-ouest vers le nord-est. Il traverse la commune et se jette dans le Salat à Saint-Girons, après avoir traversé 11 communes.

### Climat
Pour des articles plus généraux, voir Climat de l'Occitanie et Climat de l'Ariège.
En 2010, le climat de la commune est de type climat de montagne, selon une étude s'appuyant sur une série de données couvrant la période 1971-2000. En 2020, Météo-France publie une typologie des climats de la France métropolitaine dans laquelle la commune est exposée à un climat de montagne et est dans la région climatique Pyrénées centrales, caractérisée par une pluviométrie annuelle de 1 000 à 1 200 mm.
Pour la période 1971-2000, la température annuelle moyenne est de 10,4 °C, avec une amplitude thermique annuelle de 15,2 °C. Le cumul annuel moyen de précipitations est de 1 021 mm, avec 10,2 jours de précipitations en janvier et 7,3 jours en juillet. Pour la période 1991-2020, la température moyenne annuelle observée sur la station météorologique la plus proche, située sur la commune d'Augirein à 7 km à vol d'oiseau, est de 11,7 °C et le cumul annuel moyen de précipitations est de 1 257,9 mm,. Pour l'avenir, les paramètres climatiques de la commune estimés pour 2050 selon différents scénarios d'émission de gaz à effet de serre sont consultables sur un site dédié publié par Météo-France en novembre 2022.

### Milieux naturels et biodiversité

#### Espaces protégés
La protection réglementaire est le mode d’intervention le plus fort pour préserver des espaces naturels remarquables et leur biodiversité associée,.
La commune fait partie du parc naturel régional des Pyrénées ariégeoises, créé en 2009 et d'une superficie de 245 973 ha, qui s'étend sur 138 communes du département. Ce territoire unit les plus hauts sommets aux frontières de l’Andorre et de l’Espagne (la Pique d'Estats, le mont Valier, etc) et les plus hautes vallées des avants-monts, jusqu’aux plissements du Plantaurel.

#### Réseau Natura 2000

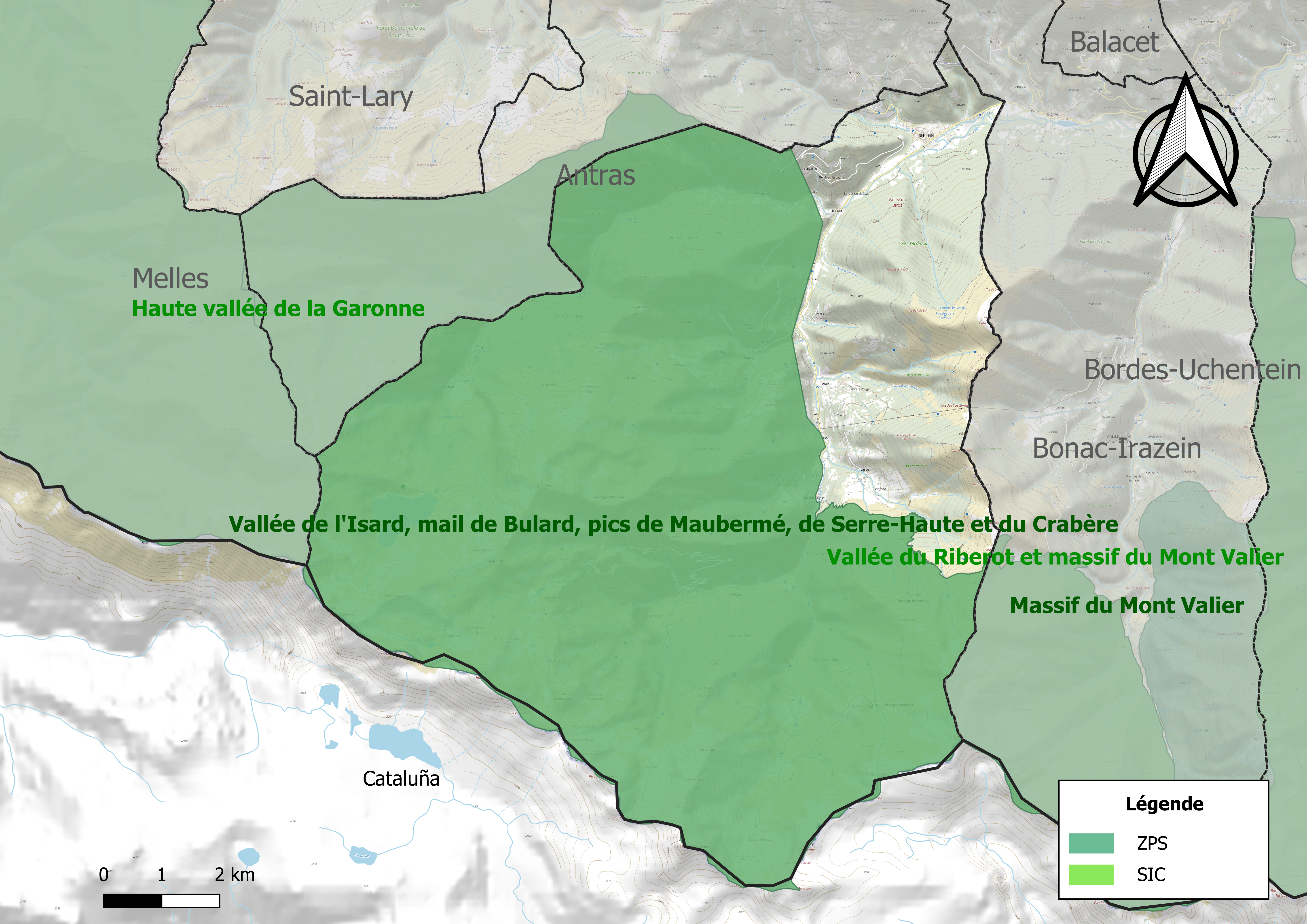
Sites Natura 2000 sur le territoire communal.

Le réseau Natura 2000 est un réseau écologique européen de sites naturels d'intérêt écologique élaboré à partir des directives habitats et oiseaux, constitué de zones spéciales de conservation (ZSC) et de zones de protection spéciale (ZPS).
deux sites Natura 2000 ont été définis sur la commune au titre de la directive oiseaux :
- le site « vallée de l'Isard, mail de Bulard, pics de Maubermé, de Serre-Haute et du Crabère », d'une superficie de 6 428 ha, hébergeant de nombreuses espèces endémiques au titre de la directive Habitats, dont le Lézard des Pyrénées, Ursus arctos (l'ours brun marsicain, réintroduit), le Desman des Pyrénées et la Rosalie des Alpes[31] ;
- le site « vallée de l'Isard, mail de Bulard, pics de Maubermé, de Serre-Haute et du Crabère », d'une superficie de 6 422 ha, 'un écocomplexe avec de nombreuses espèces d'oiseaux endémiques, en limite d'aire, et notamment du Gypaète barbu[32].

#### Zones naturelles d'intérêt écologique, faunistique et floristique
L’inventaire des zones naturelles d'intérêt écologique, faunistique et floristique (ZNIEFF) a pour objectif de réaliser une couverture des zones les plus intéressantes sur le plan écologique, essentiellement dans la perspective d’améliorer la connaissance du patrimoine naturel national et de fournir aux différents décideurs un outil d’aide à la prise en compte de l’environnement dans l’aménagement du territoire.
Deux ZNIEFF de type 1 sont recensées sur la commune :
la « partie médiane du Lez et affluents entre Sentein et Les Bordes-sur-Lez » (52 ha), couvrant 6 communes du département, et
la « vallée du Biros » (8 628 ha), couvrant 5 communes dont 4 dans l'Ariège et 1 dans la Haute-Garonne
et une ZNIEFF de type 2, :
les « montagnes entre la haute vallée de la Garonne et la haute vallée du Lez » (28 414 ha), couvrant 21 communes dont 15 dans l'Ariège et 6 dans la Haute-Garonne.

Carte des ZNIEFF de type 1 et 2 à Sentein.
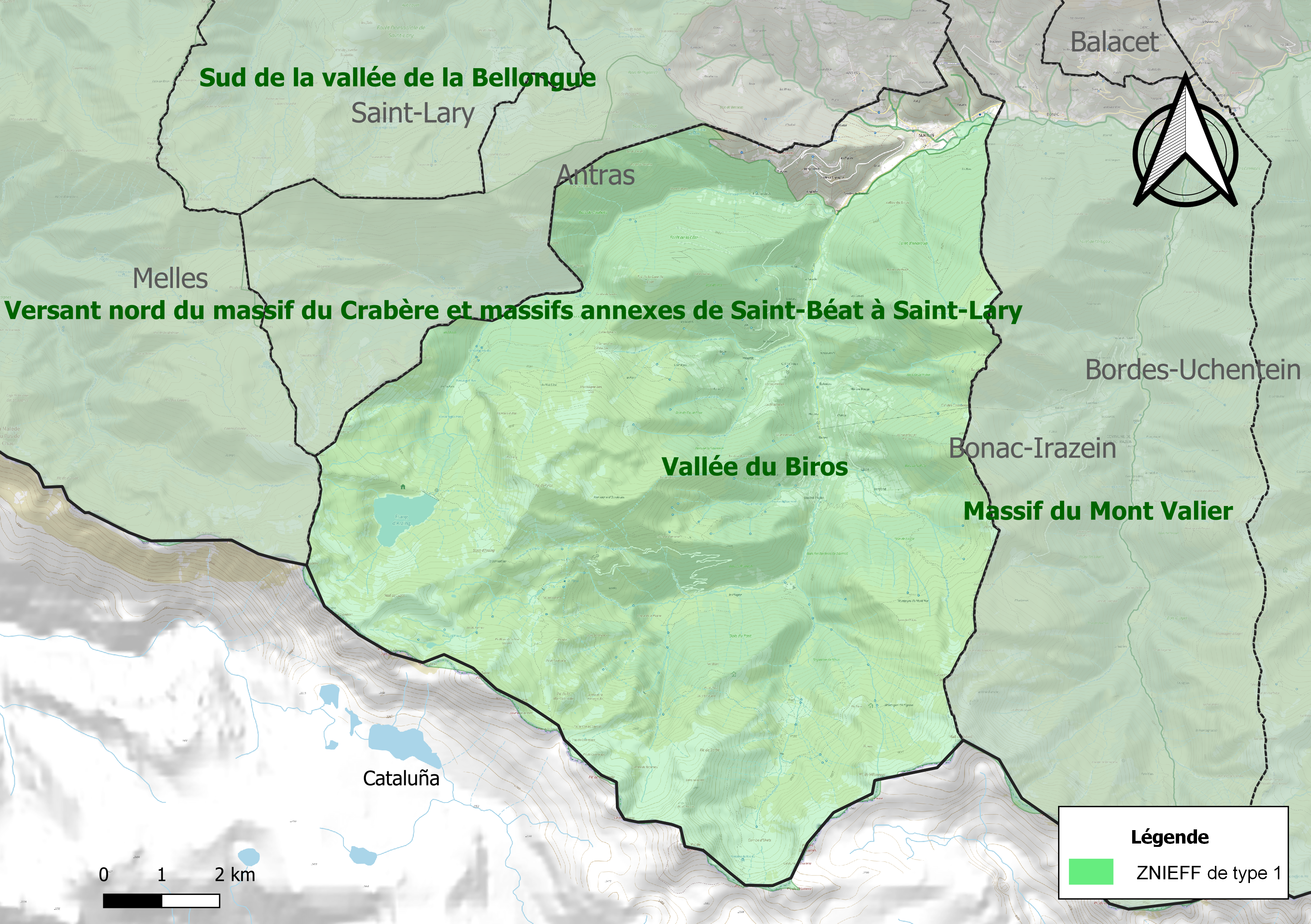
Carte des ZNIEFF de type 1 sur la commune.
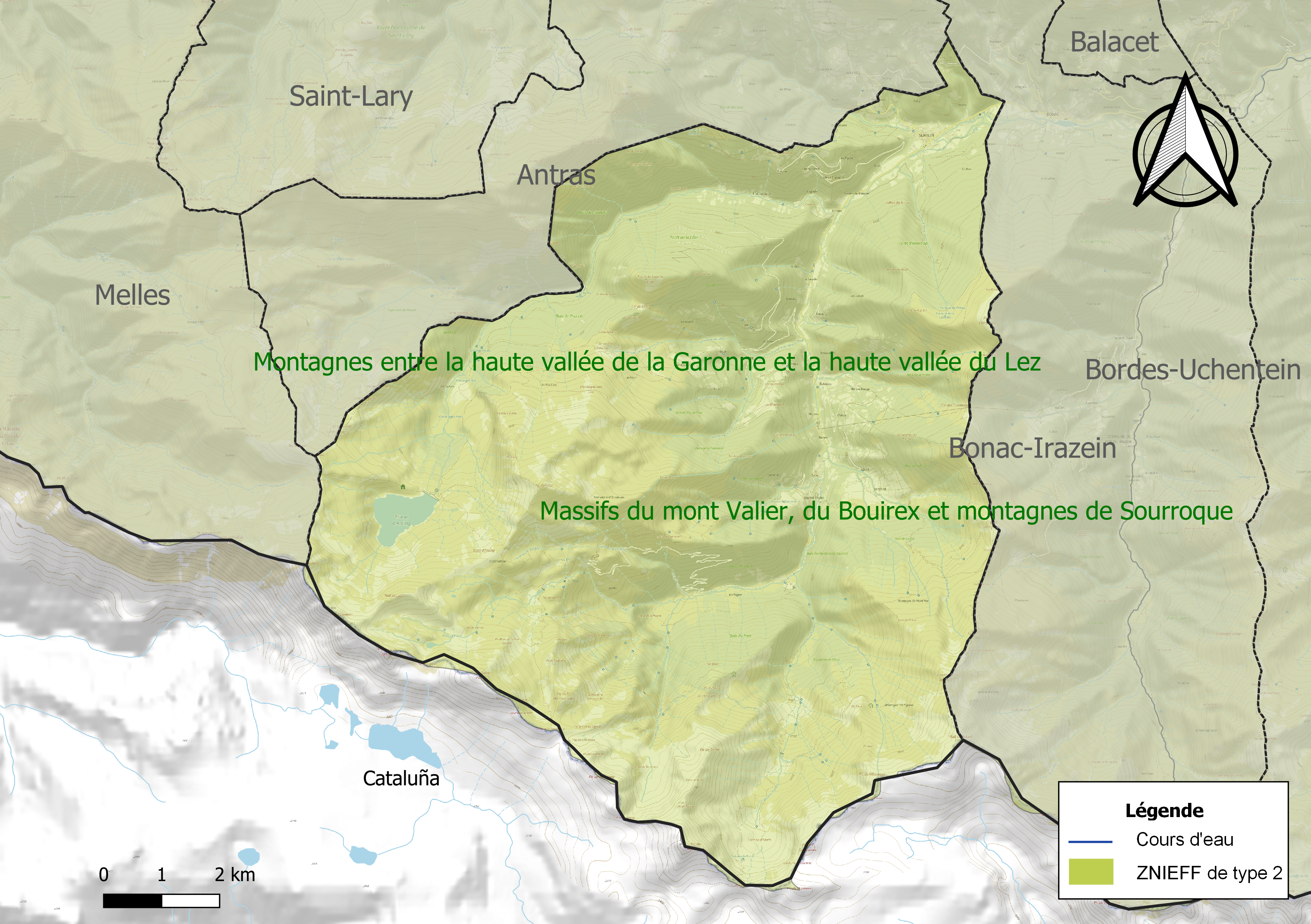
Carte de la ZNIEFF de type 2 sur la commune.

## Urbanisme

### Typologie
Au 1er janvier 2024, Sentein est catégorisée commune rurale à habitat très dispersé, selon la nouvelle grille communale de densité à 7 niveaux définie par l'Insee en 2022.
Elle est située hors unité urbaine et hors attraction des villes,.

### Occupation des sols

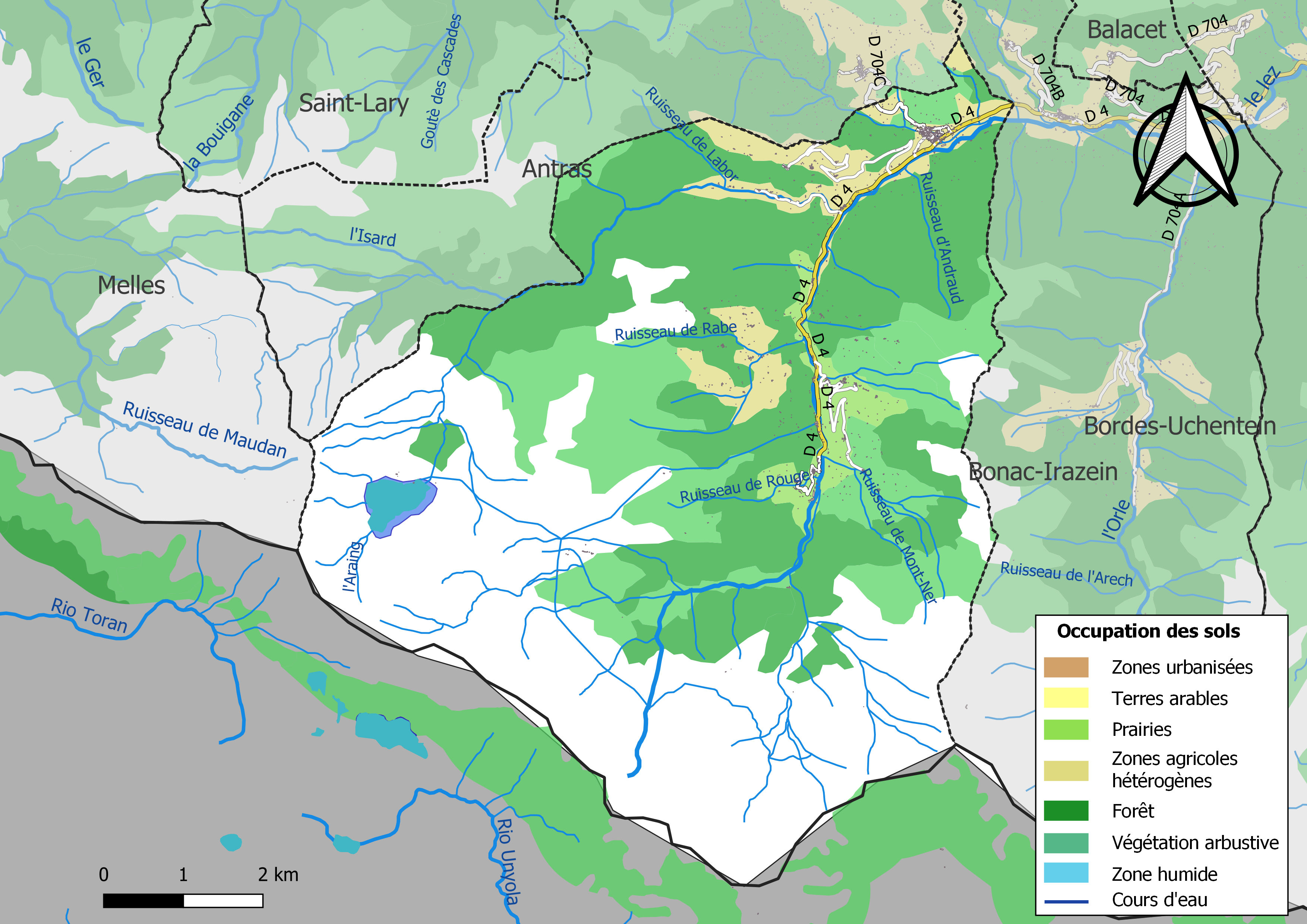
Carte des infrastructures et de l'occupation des sols de la commune en 2018 (CLC).

L'occupation des sols de la commune, telle qu'elle ressort de la base de données européenne d’occupation biophysique des sols Corine Land Cover (CLC), est marquée par l'importance des forêts et milieux semi-naturels (91,2 % en 2018), en diminution par rapport à 1990 (92,8 %). La répartition détaillée en 2018 est la suivante :
espaces ouverts, sans ou avec peu de végétation (41,1 %), forêts (33,1 %), milieux à végétation arbustive et/ou herbacée (17 %), zones agricoles hétérogènes (5,3 %), prairies (2,7 %), eaux continentales (0,8 %). L'évolution de l’occupation des sols de la commune et de ses infrastructures peut être observée sur les différentes représentations cartographiques du territoire : la carte de Cassini (XVIIIe siècle), la carte d'état-major (1820-1866) et les cartes ou photos aériennes de l'IGN pour la période actuelle (1950 à aujourd'hui).

### Hameaux et lieux-dits

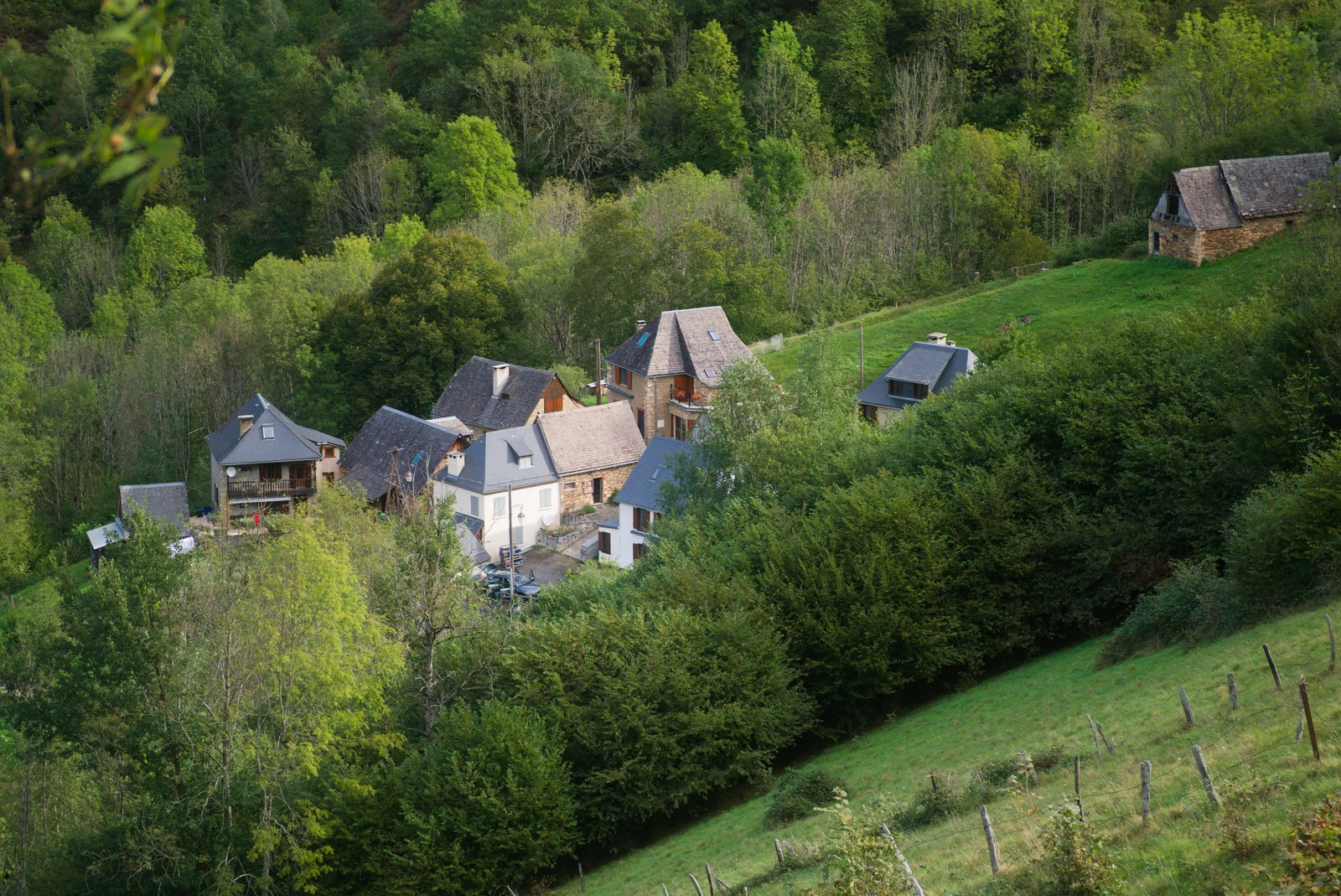
Estouéou, entre le bourg et Eylie, un des nombreux hameaux.

La commune de Sentein se compose d'un village (738 m d'altitude) et de nombreux hameaux dispersés dans la vallée du Lez : Eylie, le Pont, la Fréchendech, la Parade, Estouéou d'en Bas, Estouéou d'en Haut, Morère Rouge, Laspé, Anglade, Souel, le Jos, le Mourtis, Playras, Bencarrech, Bord Espagne...

### Habitat et logement
En 2018, le nombre total de logements dans la commune était de 391, alors qu'il était de 375 en 2013 et de 365 en 2008.
Parmi ces logements, 20,3 % étaient des résidences principales, 78,1 % des résidences secondaires et 1,5 % des logements vacants. Ces logements étaient pour 98,7 % d'entre eux des maisons individuelles et pour 1,3 % des appartements.
Le tableau ci-dessous présente la typologie des logements à Sentein en 2018 en comparaison avec celle de l'Ariège et de la France entière. Une caractéristique marquante du parc de logements est ainsi une proportion de résidences secondaires et logements occasionnels (78,1 %) supérieure à celle du département (24,6 %) et à celle de la France entière (9,7 %). Concernant le statut d'occupation de ces logements, 73,1 % des habitants de la commune sont propriétaires de leur logement (81,4 % en 2013), contre 66,3 % pour l'Ariège et 57,5 % pour la France entière.
| Typologie                                               | Sentein | Ariège | France entière |
| ------------------------------------------------------- | ------- | ------ | -------------- |
| Résidences principales (en %)                           | 20,3    | 65,7   | 82,1           |
| Résidences secondaires et logements occasionnels (en %) | 78,1    | 24,6   | 9,7            |
| Logements vacants (en %)                                | 1,5     | 9,7    | 8,2            |

### Voies de communication et transports
Accès par la route départementale D 4 depuis Les Bordes-sur-Lez.

### Risques majeurs
Le territoire de la commune de Sentein est vulnérable à différents aléas naturels : inondations, climatiques (grand froid ou canicule), feux de forêts, mouvements de terrains, avalanche  et séisme (sismicité moyenne). Il est également exposé à deux risques particuliers, les risques radon et minier,.

#### Risques naturels

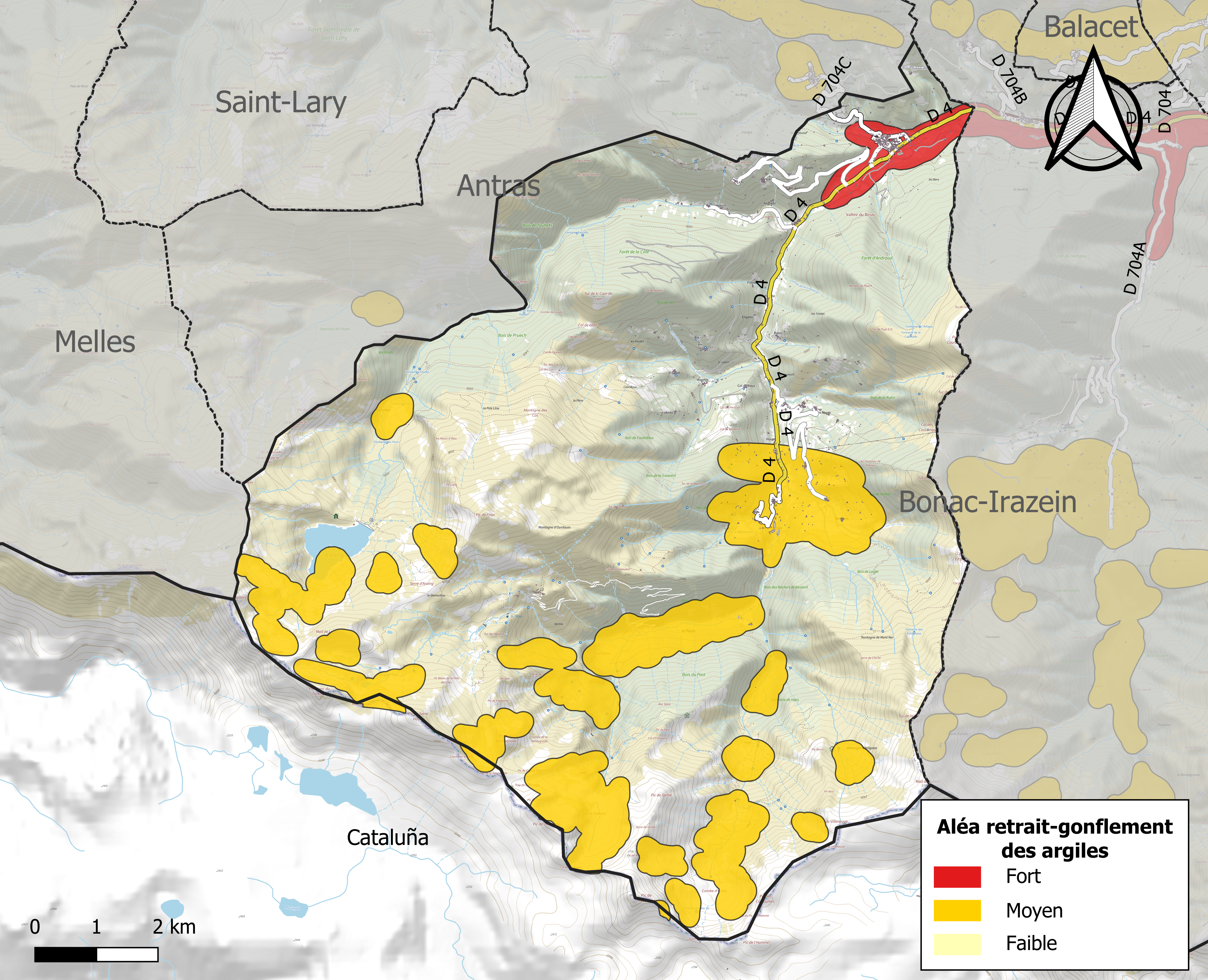
Zonage de l'aléa retrait-gonflement des argiles sur la commune de Sentein.

Certaines parties du territoire communal sont susceptibles d’être affectées par le risque d’inondation par débordement, crue torrentielle d'un cours d'eau, le Lens, ou ruissellement d'un versant.
Les mouvements de terrains susceptibles de se produire sur la commune sont soit des chutes de blocs, soit des glissements de terrains, soit des effondrements liés à des cavités souterraines, soit des mouvements liés au retrait-gonflement des argiles. Près de 50 % de la superficie du département est concernée par l'aléa retrait-gonflement des argiles, dont la commune de Sentein. L'inventaire national des cavités souterraines permet par ailleurs de localiser celles situées sur la commune.
Ces risques naturels sont pris en compte dans l'aménagement du territoire de la commune par le biais d'un plan de prévention des risques (PPR) inondation, mouvement de terrain et avalanche approuvé le 21 novembre 2016.

#### Risque particulier
La commune est concernée par le risque minier, principalement lié à l’évolution des cavités souterraines laissées à l’abandon et sans entretien après l’exploitation des mines.
Dans plusieurs parties du territoire national, le radon, accumulé dans certains logements ou autres locaux, peut constituer une source significative d’exposition de la population aux rayonnements ionisants. Toutes les communes du département sont concernées par le risque radon à un niveau plus ou moins élevé. Selon la classification de 2018, la commune de Sentein est classée en zone 3, à savoir zone à potentiel radon significatif.

## Toponymie
Origine inconnue, mais une influence basque comme dans le val d'Aran tout proche est possible.

## Histoire
En 1389, Jean I du Pac, rend hommage au roi dans le château de Castillon-en-Couserans pour la seigneurie de La Salle en Biros, se trouvant sur la commune actuelle de Sentein. En 1456, son petit-fils Jean II du Pac rend hommage au roi au même endroit. Ils sont également seigneurs d'Audressein, de Cens (Bonnac), de Balacet, et de Saint-Jean, et de Portet en Vallongue (Portet d'Aspet).
Mises en évidence en 1851, les qualités thermales de la source ferrugineuse et arsenicale du Pradeau seront valorisées en 1854 par l'autorisation de l'État. Les débuts de la station ont été difficiles du fait d'une trop faible fréquentation. L'établissement thermal ferme en 1960 et sera transformé en colonie de vacances puis en gîte de groupe.
Ouverte dans les années 1850, les mines de Bentaillou ont été exploitées en altitude, dans des conditions difficiles, pour l'extraction de minerai de zinc et de plomb argentifère jusqu'en 1954 avec des périodes d'interruption.

Le tramway électrique de la ligne de Saint-Girons à Castillon et à Sentein a desservi la commune de 1913 à 1937.

## Politique et administration

### Découpage territorial
La commune de Sentein est membre de la communauté de communes Couserans-Pyrénées, un établissement public de coopération intercommunale (EPCI) à fiscalité propre créé le 18 novembre 2016 dont le siège est à Saint-Lizier. Ce dernier est par ailleurs membre d'autres groupements intercommunaux.
Sur le plan administratif, elle est rattachée à l'arrondissement de Saint-Girons, au département de l'Ariège, en tant que circonscription administrative de l'État, et à la région Occitanie.
Sur le plan électoral, elle dépend du canton du Couserans Ouest pour l'élection des conseillers départementaux, depuis le redécoupage cantonal de 2014 entré en vigueur en 2015, et de la première circonscription de l'Ariège  pour les élections législatives, depuis le redécoupage électoral de 1986.

### Administration municipale
Le nombre d'habitants au recensement de 2017 étant compris entre 100 et 499, le nombre de membres du conseil municipal pour l'élection de 2020 est de onze,.

### Liste des maires
| Période                                  | Période   | Identité         | Étiquette | Qualité |
| ---------------------------------------- | --------- | ---------------- | --------- | ------- |
| mars 1983                                | mars 1989 | Charles Moune    | PS        |         |
| mars 1989                                | mars 2001 | Michel Périsse   | PCF       |         |
| mars 2001                                | mars 2014 | Guy Carrieu      | DVG       |         |
| mars 2014                                | En cours  | Marc-Henri Seube | DVG       |         |
| Les données manquantes sont à compléter. |           |                  |           |         |

## Population et société

### Démographie
L'évolution du nombre d'habitants est connue à travers les recensements de la population effectués dans la commune depuis 1793. Pour les communes de moins de 10 000 habitants, une enquête de recensement portant sur toute la population est réalisée tous les cinq ans, les populations de référence des années intermédiaires étant quant à elles estimées par interpolation ou extrapolation. Pour la commune, le premier recensement exhaustif entrant dans le cadre du nouveau dispositif a été réalisé en 2007.

En 2022, la commune comptait 170 habitants, en évolution de +11,84 % par rapport à 2016 (Ariège : +1,48 %, France hors Mayotte : +2,11 %).
| 1793  | 1800  | 1806  | 1821  | 1831  | 1836  | 1841  | 1846  | 1851  |
| ----- | ----- | ----- | ----- | ----- | ----- | ----- | ----- | ----- |
| 1 167 | 1 348 | 1 512 | 1 364 | 1 270 | 1 395 | 1 451 | 1 445 | 1 356 |

| 1856  | 1861  | 1866  | 1872  | 1876  | 1881  | 1886  | 1891  | 1896  |
| ----- | ----- | ----- | ----- | ----- | ----- | ----- | ----- | ----- |
| 1 362 | 1 401 | 1 469 | 1 402 | 1 287 | 1 377 | 1 281 | 1 301 | 1 195 |

| 1901  | 1906  | 1911  | 1921  | 1926 | 1931  | 1936 | 1946 | 1954 |
| ----- | ----- | ----- | ----- | ---- | ----- | ---- | ---- | ---- |
| 1 185 | 1 301 | 1 207 | 1 015 | 910  | 1 097 | 955  | 716  | 642  |

| 1962 | 1968 | 1975 | 1982 | 1990 | 1999 | 2006 | 2007 | 2012 |
| ---- | ---- | ---- | ---- | ---- | ---- | ---- | ---- | ---- |
| 451  | 382  | 296  | 204  | 154  | 147  | 145  | 144  | 157  |

| 2017 | 2022 | - | - | - | - | - | - | - |
| ---- | ---- | - | - | - | - | - | - | - |
| 150  | 170  | - | - | - | - | - | - | - |

| selon la population municipale des années : | 1968 | 1975 | 1982 | 1990 | 1999 | 2006 | 2009 | 2013 |
| Rang de la commune dans le département      | 78   | 74   | 118  | 153  | 159  | 180  | 183  | 175  |
| Nombre de communes du département           | 340  | 328  | 330  | 332  | 332  | 332  | 332  | 332  |

### Enseignement
Sentein compte une école primaire et fait partie de l'académie de Toulouse.

### Culture et festivités
Foire de la descente de la montagne (1er samedi d'octobre).

### Activités sportives
Cyclisme, pêche, chasse, randonnée, spéléologie.

### Écologie et recyclage
La déchetterie intercommunale la plus proche se situe à Audressein.

## Économie

### Revenus
En 2018, la commune compte 73 ménages fiscaux, regroupant 129 personnes. La médiane du revenu disponible par unité de consommation est de 15 650 € (19 820 € dans le département).

### Emploi
| Division       | 2008   | 2013   | 2018   |
| -------------- | ------ | ------ | ------ |
| Commune        | 13,2 % | 6,6 %  | 20,2 % |
| Département    | 8,9 %  | 11,1 % | 11,2 % |
| France entière | 8,3 %  | 10 %   | 10 %   |

En 2018, la population âgée de 15 à 64 ans s'élève à 86 personnes, parmi lesquelles on compte 69 % d'actifs (48,8 % ayant un emploi et 20,2 % de chômeurs) et 31 % d'inactifs,. Depuis 2008, le taux de chômage communal (au sens du recensement) des 15-64 ans est supérieur à celui de la France et du département.
La commune est hors attraction des villes,. Elle compte 31 emplois en 2018, contre 34 en 2013 et 22 en 2008. Le nombre d'actifs ayant un emploi résidant dans la commune est de 42, soit un indicateur de concentration d'emploi de 73,9 % et un taux d'activité parmi les 15 ans ou plus de 45 %.
Sur ces 42 actifs de 15 ans ou plus ayant un emploi, 20 travaillent dans la commune, soit 49 % des habitants. Pour se rendre au travail, 75,6 % des habitants utilisent un véhicule personnel ou de fonction à quatre roues, 2,4 % les transports en commun, 19,5 % s'y rendent en deux-roues, à vélo ou à pied et 2,4 % n'ont pas besoin de transport (travail au domicile).

### Activités hors agriculture
14 établissements sont implantés à Sentein au 31 décembre 2019.
Le secteur du commerce de gros et de détail, des transports, de l'hébergement et de la restauration est prépondérant sur la commune puisqu'il représente 50 % du nombre total d'établissements de la commune (7 sur les 14 entreprises implantées à Sentein), contre 27,5 % au niveau départemental.
- L'économie est principalement agricole et pastorale
- Commerces : Restaurant Le Pradau, épicerie,
- Tourisme : camping municipal (« La Grange », ouvert du dernier week-end de juin au 31 août de chaque année), gîte d'étape d'Eylie, sur le GR 10.

### Agriculture
|                                   | 1988 | 2000 | 2010 |
| --------------------------------- | ---- | ---- | ---- |
| Exploitations                     | 33   | 12   | 7    |
| Superficie agricole utilisée (ha) | 436  | 301  | 254  |

La commune fait partie de la petite région agricole dénommée « Région pyrénéenne ». En 2010, l'orientation technico-économique de l'agriculture  sur la commune est l'élevage d'ovins et de caprins. Sept exploitations agricoles ayant leur siège dans la commune sont dénombrées lors du recensement agricole de 2010 (douze en 1988). La superficie agricole utilisée est de 254 ha.

## Culture locale et patrimoine

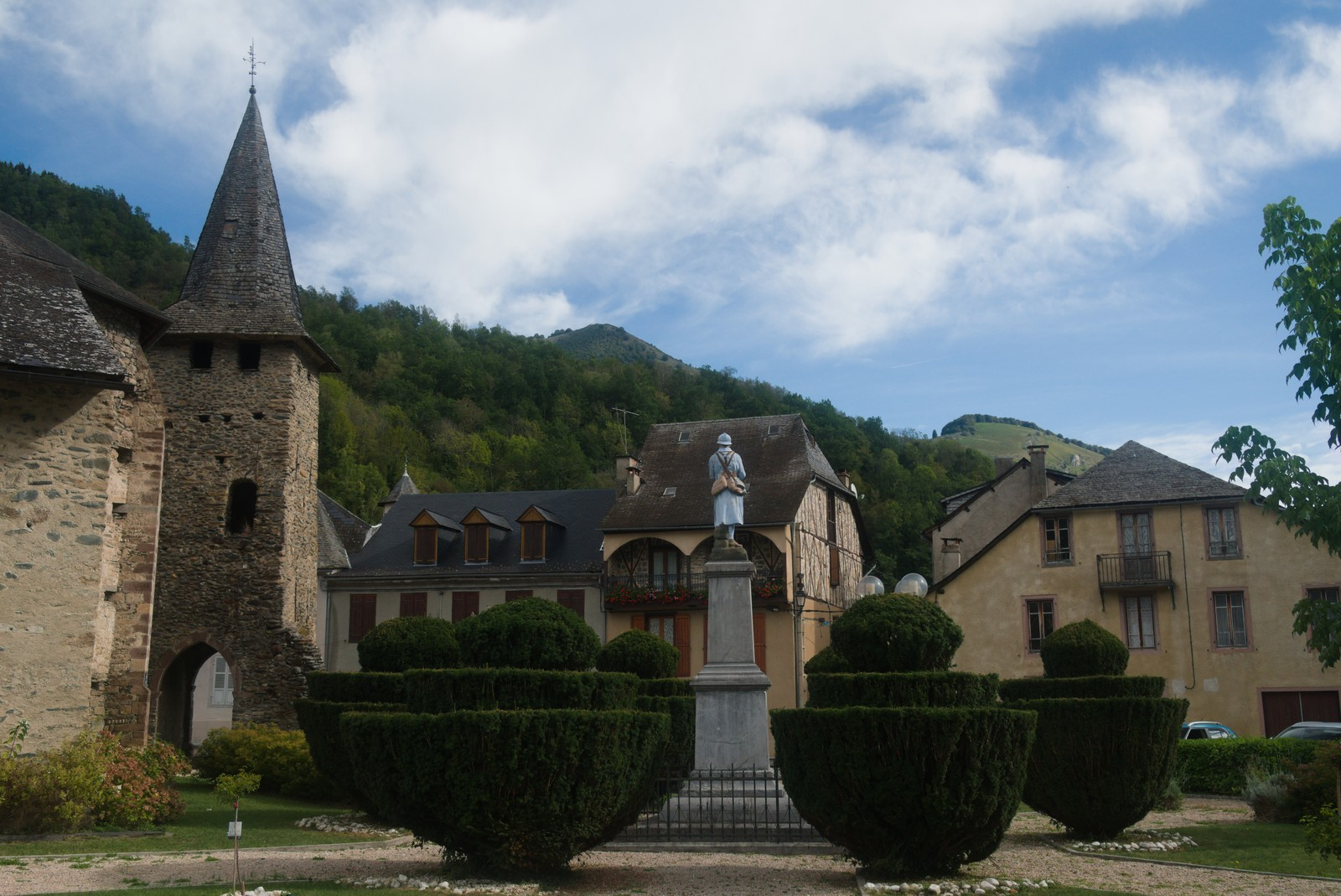
Village de Sentein et une tour de l'église fortifiée.

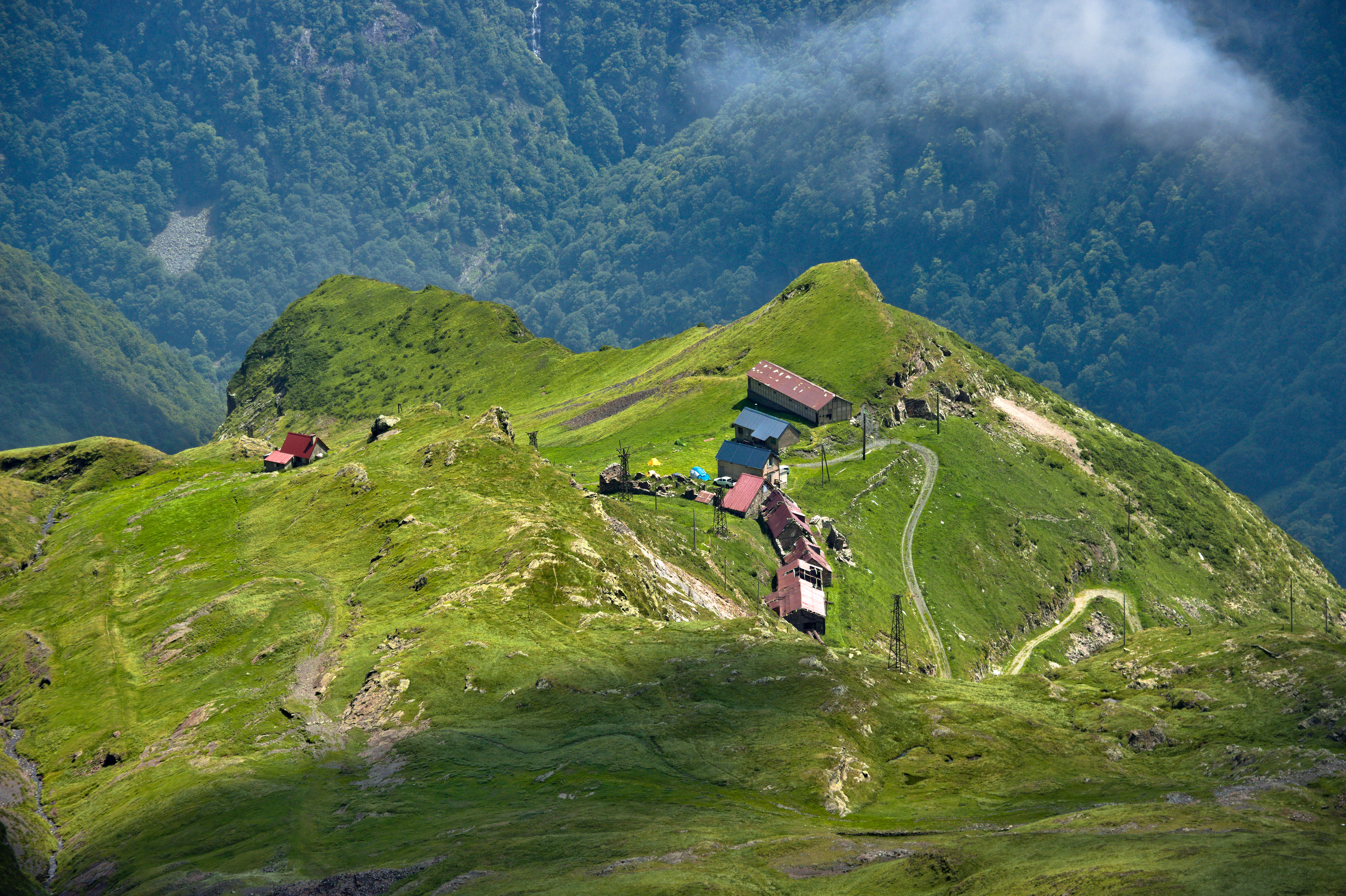
Les baraquements en altitude de la mine de Bentaillou.

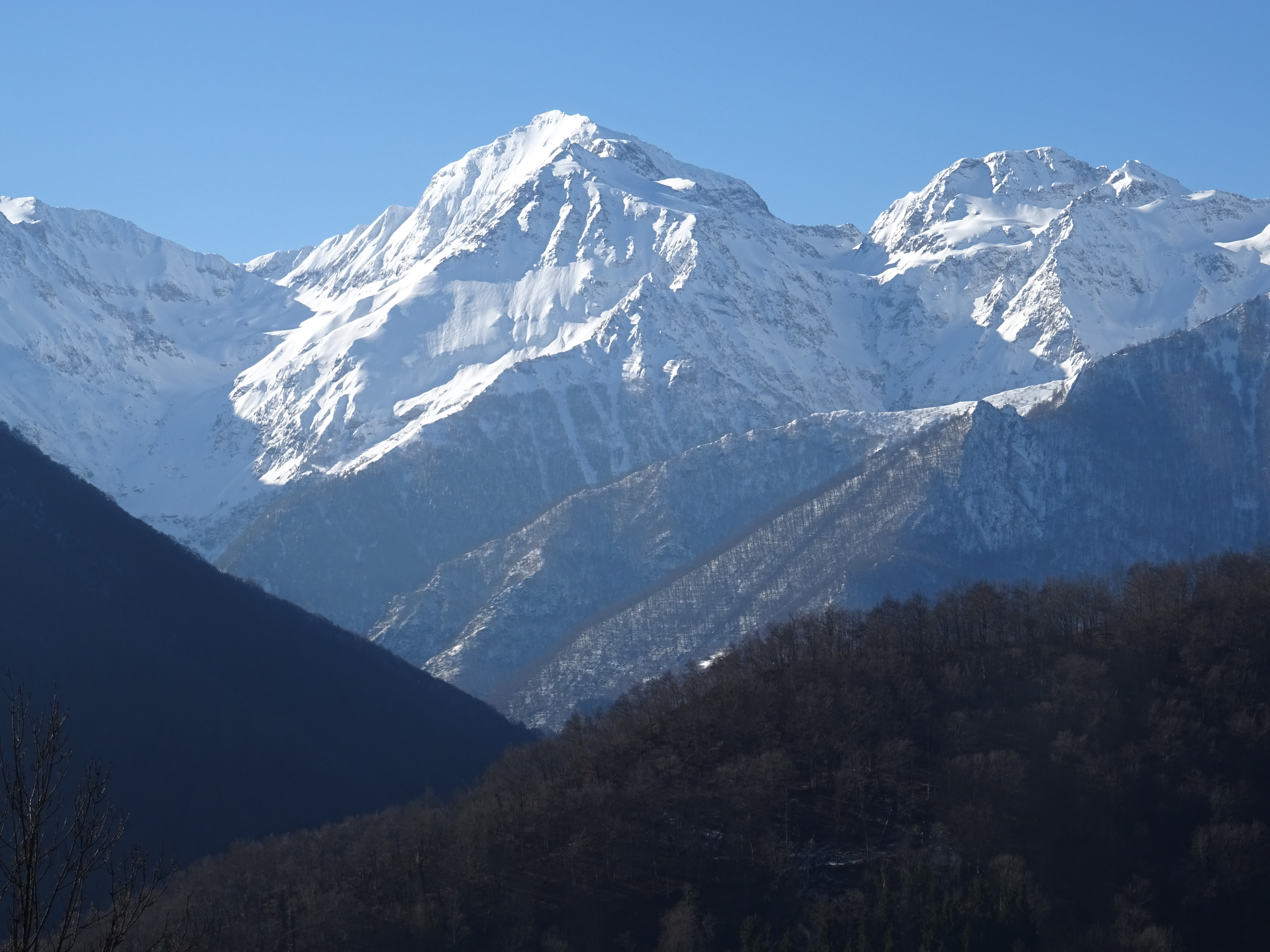
Sommets frontaliers.

### Lieux et monuments
Église fortifiée d’époque romane (clocher) remaniée aux XIVe – Xe siècles, comportant des fresques gothiques (fin XVe – XVIe siècle), classée monument historique en 1906. Elle est flanquée de deux tours quadrangulaires, restes de l'enceinte fortifiée qui mesurait 200 m de pourtour.
- Maisons pittoresques.
- Grand site spéléologique du complexe constitué par la grotte de la Cigalère et le gouffre Martel, classé en 1981.
- Mines de Bentaillou.
- Pic de Maubermé (2880 m) point culminant de la commune et du Couserans - Pic de Crabère (2630 m)
- Étang d'Araing et son barrage
- Cols transfrontaliers pédestres, d'ouest en est : port de la Hourquette (2 463 m), col de Tartereau (2 487 m), port d'Urets (2 512 m).

### Personnalités liées à la commune
- Norbert Casteret (1897-1987), spéléologue qui explore dès 1932 la grotte de la Cigalère et le gouffre Martel situés sur la commune.
- Les Biroussans
- Alphonse Sentein[68], fondateur du groupe folklorique « Les Biroussans », ayant promu la culture et le folklore biroussan, même s'il a intégré certains anachronismes dans les costumes. Il a redynamisé par des manifestations folkloriques aidé en cela par le Syndicat d'initiative et par son successeur, Michel Rouch.